# Кузьмін Іван Васильович
Іва́н Васи́льович Кузьмі́н (3 лютого 1924, Угуй, Усть-Тарацький район Новосибірської області — 5 травня 2018, Вінниця) — доктор технічних наук, професор, заслужений діяч науки України, лауреат Державної премії України, академік і віце-президент міжнародної Академії наук прикладної радіоелектроніки [Архівовано 20 лютого 2017 у Wayback Machine.], президент Вінницької Малої академії наук, стипендіат Президента України, ректор Вінницького політехнічного інституту (1976—1989).

## Життєпис
Кузьмін Іван Васильович народився 3 лютого 1924 року в Сибіру, в селі Угуй Усть-Тарацького району Новосибірської області у робочій сім'ї.
У 1942 році добровільно пішов у Червону Армію. В Серпухівському військово-авіаційному училищі служив інструктором практичного навчання, екстерном склав екзамени за середню школу і отримав Атестат зрілості.
У 1956 році закінчив Військово-повітряну інженерну академію ім. проф. М. Є. Жуковського, отримав диплом з відзнакою, а в 1959 році — ад'юнктуру цієї академії та захистив кандидатську дисертацію. Цього ж року Кузьмін І. В. призначений старшим викладачем у Харківському військово-авіаційному училищі.
В 1961 році перейшов на посаду старшого співробітника та направлений Міністерством оборони СРСР у конструкторське бюро С. П. Корольова консультантом з автоматизації стартів ракет і космічних апаратів. Брав участь практично у всіх розробках під керівництвом головного конструктора С. П. Корольова. За його участі були створені автоматизовані старти ракет РК-98, РК-Н1, Р-73 та інших космічних апаратів. Разом з головним конструктором А. Г. Іосіфяном розробляли програму роботи супутника-розвідника погоди «Метеор».
В 1964 році захистив докторську дисертацію і призначений начальником кафедри «Системи підготовки і пуску ракет» у Харківському вищому військовому командно-інженерному училищі ракетних військ імені М.І. Крилова. Продовжував консультувати по автоматизації всі ракетні конструкторські бюро Москви, Дніпропетровська, Харкова та інших міст.
З 1965 року отримав звання професора і з 1965 р. по 1976 р. працював завідувачем кафедри «Системотехніки», яку ж і організував, та проректором з науки Харківського інституту радіоелектроніки, а також за сумісництвом продовжував очолювати кафедру в ХВВКІУ РВ ім. М. І. Крилова.
В 1976 році Івана Васильовича Кузьміна призначили ректором Вінницького політехнічного інституту, який він очолював до 1989 року.
Іван Васильович Кузьмін 10 років очолював обласне правління товариства «Знання». 15 років був заступником з науки голови Ради сприяння розвиткові Вінниччини. Керував Харківською, потім Вінницькою радою з кібернетики і був членом бюро цієї ради Української РСР і СРСР. Був членом президії Ради СРСР з обчислювальної техніки. Наразі Іван Васильович входить до складу редколегій чотирьох наукових журналів, є віце-президентом Міжнародної академії наук прикладної радіоелектроніки [Архівовано 20 лютого 2017 у Wayback Machine.] і керівником її Подільського відділення.
З ініціативи І. В. Кузьміна у 1977 році у Вінниці для залучення до наукової роботи обдарованої молоді створена Мала академія наук.
За високі досягнення в науці та вищій школі портрет І. В. Кузьміна виставлявся на Алеї трудової слави ВДНГ України.
Іван Васильович до останніх своїх днів працював професором кафедри комп'ютерних систем управління, вів наукову діяльність, був членом спеціалізованої Вченої ради із захисту кандидатських і докторських дисертацій за спеціальністю «Інформаційні технологі» у Вінницькому національному технічному університеті.
І. В. Кузьмін писав літературні твори, деякі з них вийшли друком, а саме «Вірші з космосу» та «Любов, труд і життя».
В 2017 році науково-технічна бібліотека ВНТУ відкрила персональну експозицію І. В. Кузьміна, на якій представлені книги з власної бібліотеки Івана Васильовича, підручники, монографії, поетичні збірники автора, публікації про нього, фотографії нагород, якими був удостоєний І. В. Кузьмін та його особисті речі.
Помер Іван Васильович 5 травня 2018 року на 95 році життя.
2 вересня 2019 року на головному навчальному корпусі ВНТУ відкрили меморіальну дошку з барельєфом Івана Васильовича Кузьміна.

## Професійна діяльність
1959 — захистив кандидатську дисертацію на тему «Порівняльний аналіз методів первинної обробки інформації автоматичних РЛС», присвоєно науковий ступінь кандидата технічних наук
1959 — призначений старшим викладачем Харківського військово-авіаційного училища
1961 — направлений на посаду старшого наукового співробітника у конструкторське бюро С. П. Корольова — консультантом по автоматизації стартів ракет і космічних апаратів
1964 — захистив докторську дисертацію на тему «Функціонально-статистична оптимізація процесу підготовки і елементи синтезу машин автоматизації підготовки пуску космічних апаратів», призначений начальником кафедри «Системи підготовки і пуску ракет» у ХВВКІУ РВ ім. М. І. Крилова
1965 — отримує вчене звання професора
1965—1976 — обраний завідувачем кафедри «Системотехніки» кафедри ХВВКІУ РВ ім. М. І. Крилова
1971—1976 — проректор з наукової роботи Харківського інституту радіоелектроніки
1972—1989 — головний конструктор регіональної загально-державної автоматизованої системи (ЗДАС)
1976—1989 — призначений ректором Вінницького політехнічного інституту (ВПІ) та науковим керівником КБ «Модуль»
1977—1993 — обраний завідувачем кафедри автоматизованих систем управління ВПІ
1993 — 2018 — професор кафедри комп'ютерних систем управління ВНТУ

## Звання та нагороди
1978 — присвоєно почесне звання «Заслужений діяч науки і техніки Української РСР»
1981 — присуджена Державна премія Української РСР і премія Ради Міністрів України
1981 — нагороджений орденом Трудового Червоного Прапора
1986 — нагороджений орденом Дружби народів
2006 — нагороджений нагрудним знаком «За наукові досягнення»
2007 — нагороджений золотою медаллю за науку від Академії наук прикладної радіоелектроніки [Архівовано 20 лютого 2017 у Wayback Machine.]
2016 — нагороджений ювілейною медаллю «25 років Незалежності України»
2017 — нагороджений Почесною грамотою Верховної Ради України

## Наукова діяльність
І. В. Кузьмін є автором понад 600 наукових праць й методичних посібників, з них 22 монографії, 12 підручників та навчальних посібників. Він має близько 100 винаходів, є автором чи співавтором близько 400 наукових статей.
Наукова школа І. В. Кузьміна «Системний аналіз, прийняття рішень та математичне моделювання в соціально-економічних системах» почала формуватися в Харківському інституті радіоелектроніки, де він працював проректором з науки. Та наукою він почав займатися ще з другого курсу Військово-повітряної інженерної академії ім. проф. М. Є. Жуковського. Його вчителем та науковим керівником був заслужений діяч науки і техніки, д. т. н., проф. Іцхокі Я. С.
У ВНТУ професор Кузьмін продовжив роботу своєї наукової школи за темою «Створення теорії, математичних моделей, методів і алгоритмів синтезу складних систем контролю, діагностики і управління в промисловості, аерокосмічній і оборонній сферах».

### Основні науково-практичні результати наукової школи І.В.Кузьміна
- розробка і виробництво генератора шуму в сантиметровому діапазоні частот;
- розробка і будівництво дослідної АЦОМ первинної обробки інформації, отримуваної з радіолокаційного виявлення і наведення літаків;
- дослідження методів та засобів первинної обробки інформації, отриманої в РЛС (селекція по амплітуді, тривалості та періоду методів накопичення та обробки мажоритарною логікою), дослідження помилок виявлення, розпізнавання цілей, визначення координат цілей з виділенням носіїв ядерної зброї;
- розробка методів оцінки ефективності, якості і оптимальності роботи методів і засобів, розробка рекомендацій щодо їх застосування в радіолокаційній, космічній та авіаційній техніці;
- розробка теорії та критеріїв оцінки ефективності, якості і оптимальності, а також теорії аналізу та синтезу складних радіоелектронних систем управління;
- розробка теорії аналізу та синтезу структур телемеханічних оптимальних систем і систем дистанційного управління космічними апарами;
- впровадження цих теорій при побудові автоматів обробки інформації в РЛС, автоматів управління дальністю польоту ракет і літаків;
- розробка оптимальних структур загальнодержавної системи управління на регіональному рівні;
- розробка та впровадження лазерних систем виявлення і наведення космічних апаратів і систем корекції координат руху атомоходів під водою;
- розробка автоматизованих систем причалювання великовантажних судів та атомоходів до пристані;
- розробка РЕС управління дельфінами і касатками при пошуці затонувших об'єктів; у супроводі кораблів і ліквідації диверсантів;
- розробка автоматизованих систем управління підприємствами та організаціями, цунамі та смерчами;
- розробка автоматизованих систем управління реанімацій та важких операцій

За період функціонування наукової школи професора Кузьміна було створено 3 проблемні та 7 галузевих наукових лабораторій, 4 конструкторських бюро.
Під науковим керівництвом Кузьміна І. В. підготовлено понад 50 докторів наук (більше 20 з них стали академіками), більше 100 кандидатів наук.
Серед них: Байда М. П., Бакланов О. Д., Бєлогуров В. П., Березюк Н. Т., Биков М. М., Бурко Н. Г., Ву Хіу Хіонг, Голободько Н. К., Данилюк В. С., Злепко С. М., Кабаненко В. Ф., Караштин В. М., Касаткін А. С., Кедрус В. О., Ключко В. І., Книгавко Н. В., Кожем'яко В. П., Кошек Л. М., Краснопоясовський А. С., Кузьменко В. М., Кухарев Б. І., Лисогор В. М., Максименко В. І., Мокін Б. І., Москвіна С. М., Нефедов Л. І., Петров Е. Г., Поджаренко В. О., Раймі А., Салига В. І., Стеценко Ю. А., Філіпенко І. Г., Харченко В. С., Чайников С. І., Шарейко Г. О., Шаронов В. Б., Шпилевой В. Т., Юхимчук С. В., Якимчук В. та інші.

## Монографії
1. Автоматизированные системы управления городским хозяйством / И. В. Кузьмин, Э. Г. Петров, И. А. Алферов; под ред. В. М. Глушкова. — К. : Будівельник, 1978. — 144 с.
2. Аппаратный контроль электронных цифровых вычислительных машин / И. В. Кузьмин, Р. Г. Бурназян, А. А. Ковергин. — М. : Энергия, 1974. — 72 с. — (Библиотека по автоматике; Вып. 518).
3. Кодирование и декодирование в информационных системах / И. В. Кузьмин, В. И. Ключко, В. А. Литвин; под ред. И. В. Кузьмина. — К. : Вища школа, 1985. — 190 с.
4. Микропроцессорные системы поэлементного диагностирования РЭА / Н. П. Байда, И. В. Кузьмин, В. Т. Шпилевой. — М. : Радио и связь, 1987. — 256 с. : ил.
5. Оценка эффективности автоматизированных систем контроля / И. В. Кузьмин, А. С. Касаткин. — М. : Энергия, 1967. — 80 с.
6. Оценка эффективности и оптимизация автоматических систем контроля и управления / И. В. Кузьмин. — М. : Сов. радио, 1971. — 296 с.
7. Синтез вычислительных алгоритмов управления и контроля / И. В. Кузьмин, Н. Т. Березюк, К. К. Фурманов, В. Б. Шаронов. — К. : Техніка, 1975. — 248 с.
8. Эффективные модели экономического, научного и технического бизнеса и предпринимательства в условиях АСЦУ / И. В. Кузьмин, А. И. Кузьмин, В. Т. Сусиденко. — Винница, 1998. — 216 с.[недоступне посилання з липня 2019]
9. Элементы вероятностных моделей АСУ / И. В. Кузьмин, А. А. Явна, В. И. Ключко; под ред. И. В. Кузьмина. — М. : Сов. радио, 1975. — 335 с.

## Підручники
1. Основи теорії інформації та кодування: підручник / І. В. Кузьмін, І. В. Троцишин, А. І. Кузьмін; за ред. І. В. Кузьміна. — Вид. 3-тє, переробл. та допов. — Хмельницький: ХНУ, 2009. — 373 с.
2. Основы моделирования сложных систем: учебник для вузов / под ред. И. В. Кузьмина. — К. : Вища школа, 1981. — 359 с.